# Jupiter Icy Moons Orbiter

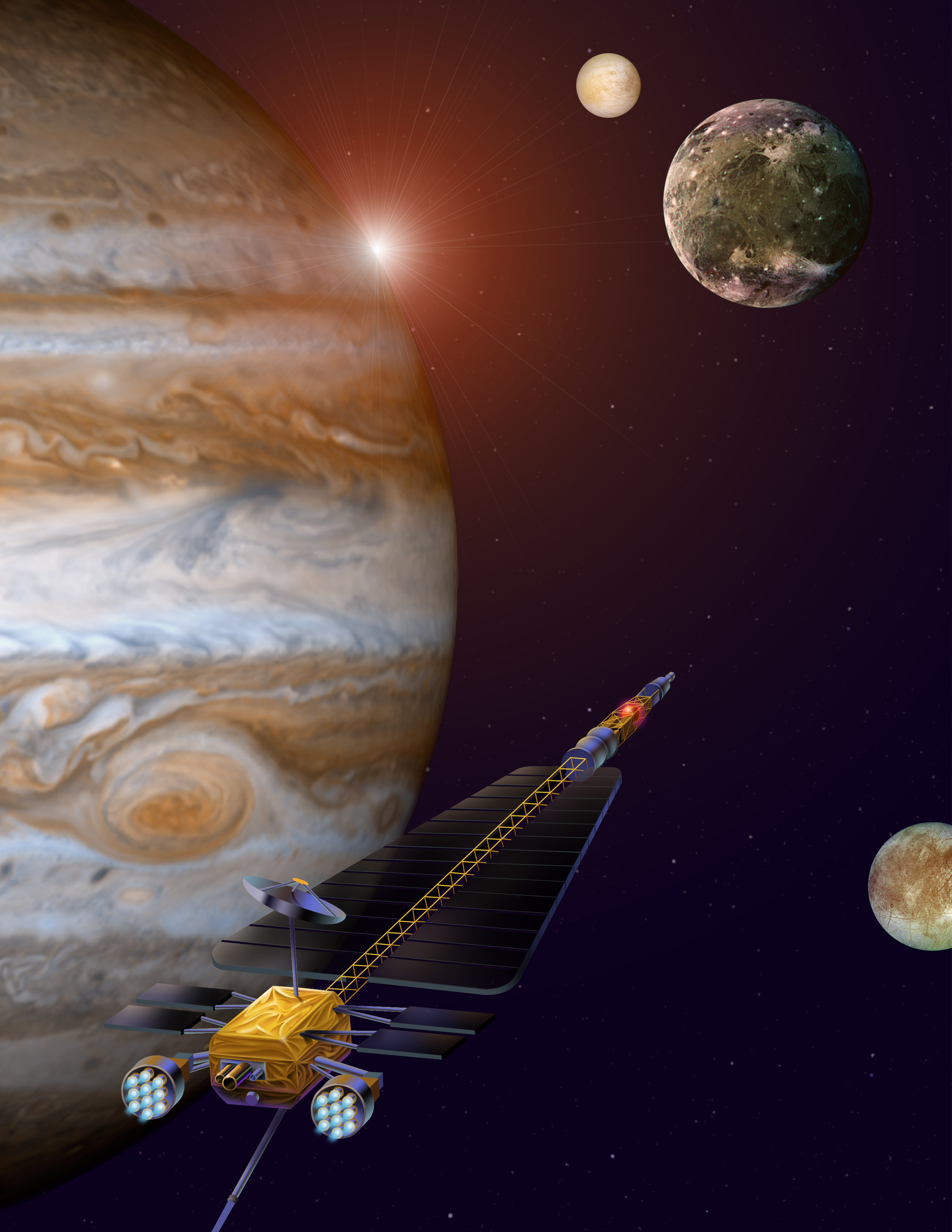
Jupiter Icy Moons Orbiter

El Jupiter Icy Moons Orbiter (Orbitador de les Llunes de Gel de Júpiter), o JIMO, va ser una sonda espacial dissenyada per explorar les llunes de gel de Júpiter. El principal objectiu era Europa, un dels llocs on se sospita que la vida extraterrestre és possible dins del nostre sistema solar. Ganímedes i Calixto, que ara es pensa que tenen oceans líquids i salats sota les seves gelades superfícies, eren també objectius d'interès per la sonda.
A causa d'un canvi de prioritats en la NASA que va afavorir les missions espacials tripulades, el projecte va perdre els fons el 2005, cancel·lant la missió JIMO. Els enginyers del Jet Propulsion Laboratory (Laboratori de Propulsió Jet) lligats al projecte JIMO van ser acomiadats o reassignats durant la primavera i l'estiu d'aquest any.
La petició de pressupost que va fer el president dels EE.UU. en el 2006 va tallar fonamentalment els fons per JIMO. Entre altres assumptes, la tecnologia nuclear proposta va ser considerada massa ambiciosa, com l'era l'arquitectura de la missió (llançaments múltiples i assemblatge en òrbita). La NASA està ara considerant una missió de demostració a un objectiu més proper a la Terra per provar el reactor i el sistema d'expulsió de calor. A més, la mida de la sonda podria ser reduïda. Quan va ser cancel·lat, el projecte JIMO estava encara en les primeres fases de planificació i el llançament no estava previst per abans de 2017. Anava a ser la primera missió proposada del Projecte Prometheus de la NASA, un programa per desenvolupar fissió nuclear com un mitjà viable de propulsió espacial.

## La sonda JIMO
JIMO anava a comptar amb un gran nombre de característiques revolucionàries. A través del seu viatge a les llunes de Júpiter, anava a ser propulsada per un propulsor iònic anomenat HiPEP (High Power Electric Propulsion, o Propulsió Elèctrica d'Alta Potència), i impulsada per un petit reactor de fissió. Un sistema de conversió Brayton convertiria calor en electricitat.
Usant propulsió elèctrica (8 motors d'ions més propulsors d'ions de grandàries variades), hauria estat possible entrar i escapar d'òrbites al voltant de les llunes de Júpiter, permetent una observació més meticulosa que amb les sondes actuals, les quals han de realitzar petites maniobres de vol a causa del seu limitat combustible per a això.
El disseny requeria que el reactor fos posicionat en la punta de la sonda després d'un fort escut de radiació que protegia l'equipament més sensible. El reactor només s'activaria una vegada que la sonda estigués lluny de l'òrbita de la Terra, de manera que la quantitat de radionúclid que havien de ser llançats a l'òrbita fos mínima. Es va pensar que aquesta configuració seria menys arriscada que els generadors termoelèctrics de radioisòtops (RTGs), usats en anteriors missions a sistema solar perifèric. Aquests RTGs contenen grans quantitats de material altament radioactiu, el qual genera calor per als termoparells.